# Golfe de Nicoya
Le golfe de Nicoya (en espagnol : Golfo de Nicoya) est un golfe de l'océan Pacifique qui sépare la péninsule de Nicoya du  Costa Rica continental.